# Illecito amministrativo
Per illecito amministrativo, secondo l'ordinamento giuridico italiano, si intende la violazione di una norma giuridica per cui viene prevista una sanzione amministrativa, la quale può essere di vari tipologie, solitamente trattasi di pena pecuniaria.

## Descrizione
L'illecito amministrativo è modellato sulla struttura del reato. Infatti, a conferma di ciò la legge n. 689/1981 nella Sezione I del Capo I, dedicato ai principi generali delle sanzioni amministrative ricalca gli istituti penalistici del principio di legalità (art. 1), della capacità di intendere e di volere (art. 2), dell'elemento soggettivo dell'illecito (art. 3), le cause di esclusione della punibilità (art. 4), il concorso di persone nell'illecito (art. 5), pur prevedendo macroscopiche differenze come il principio di solidarietà nell'illecito amministrativo che si estende all'ente impersonale (art. 6, persona giuridica, associazione priva di personalità, ecc.).
A differenza del sistema penalistico, per le sanzioni amministrative non opera il principio del favor rei, ovvero nella successione delle leggi penali prevale quella più favorevole, quanto piuttosto il principio tempus regit actum, ovvero la sanzione è individuata sulla base della legge vigente al momento della commissione dell'illecito, anche se più sfavorevole per il trasgressore. Tale principio non vale per le sanzioni amministrative tributarie che seguono una normativa peculiare, prevedendo il principio del favor rei.

### Disciplina generale
Pur esistendo, anche se in maniera frammentaria, in leggi anteriori, la nascita ufficiale e compiuta dell'illecito amministrativo in Italia si può collocare con l'entrata in vigore della legge 24 novembre 1981, n. 689.  La legge introduce un sistema compiuto di illecito e sanzione amministrativa, prevedendo principi generali, eccezioni, applicabilità e competenze. La norma introdusse un sistema para-penale, in quanto modellò sul sistema penalistico la sanzione amministrativa derivante dall'illecito amministrativo. Il legislatore, infatti, utilizzò la norma per effettuare la prima grande opera di depenalizzazione, ovvero la trasformazione di reati in illeciti amministrativi, e affidò la constatazione dell'illecito amministrativo e l'irrogazione della relativa sanzione agli uffici della pubblica amministrazione italiana.
La constatazione degli illeciti amministrativi è affidata agli organi amministrativi che svolgono attività di polizia amministrativa, in genere regolata dalla stessa legge n. 689/1981, ma in diversi casi dagli ordinamenti di settore, i cui poteri possono variare. Si pensi ai funzionari tributari dell'Agenzia delle entrate la cui normativa segue regole proprie, o ancora alle sanzioni in materia giuslavoristica inflitte dagli Ispettori del lavoro, dagli agenti di polizia municipale, o ancora gli operatori che seguono il Codice della strada quali la polizia stradale, ecc. Norme successive, come il D. Lgs. 19 dicembre 1994, n. 758 in materia di lavoro e il D. Lgs. 30 dicembre 1999, n. 507 in materia di reati minori hanno poi esteso l'opera della depenalizzazione.

### Sanzione amministrativa
La sanzione amministrativa può essere di tipo pecuniario e può essere fissa o tra una forcella da un minimo e un massimo. Nel primo caso la sanzione è inflitta nell'importo pari a un quarto, nel secondo caso nell'importo più favorevole tra un terzo del massimo e il doppio del minimo (art. 16). La legge prevede altresì delle sanzioni accessorie, regolate dall'art. 20, quali ad esempio la confisca amministrativa.
Il non pagamento di questo importo, considerato di tipo ridotto, comporta l'emissione di una Ordinanza ingiunzione che a seguito di un procedimento effettuato dall'ufficio legale dell'ente che ha emesso la prima sanzione determina l'importo - in genere più alto - su criteri come le precedenti violazioni, la collaborazione con l'autorità, le condizioni economiche, ecc. (art. 18 legge n. 689/1981).